# Энканто
«Энка́нто» (исп. Encanto — «очарование») — американский компьютерно-анимационный музыкальный фэнтезийный фильм 2021 года, снятый студиями Walt Disney Pictures и Walt Disney Animation Studios. Он является 60-м мультфильмом студии Disney, снятый режиссёрами Байроном Говардом и Джаредом Бушем, совместно со сценаристом Чариз Кастро Смит, продюсерами фильма выступили Кларк Спенсер и Иветт Мерино, автором песен и соавтором сюжета фильма выступил Лин-Мануэль Миранда. В озвучивании фильма принимали участие Стефани Беатрис, Джон Легуизамо, Мария Сесилия Ботеро, Дайан Герреро, Джессика Дарроу, Энджи Сепеда и Уилмер Вальдеррама.
Мировая премьера фильма состоялась 3 ноября 2021 года в театре Эль-Капитан в Лос-Анджелесе. Мультфильм вышел в широкий прокат в США 24 ноября (на 30 дней), в России — 25 ноября. В мировом прокате анимационная лента собрала более $256,8 млн при бюджете в $120–150 млн. Ещё большего успеха картина добилась после выхода 24 декабря 2021 года на стриминг-сервисе Disney+. Саундтрек к мультфильму стал вирусным и достиг вершины чарта Billboard 200, а сингл «We Don’t Talk About Bruno» несколько недель подряд занимал первую строчку чарта Billboard Hot 100.
После выхода «Энканто» получил признание критиков за проработку персонажей, музыку, анимацию, озвучку, эмоциональную глубину и культурную достоверность; критики сошлись на том, что сердце ленты составили магический реализм и проблемы поколений. В различных публикациях мультфильм был назван «культурным феноменом». В 2022 году на 94-й церемонии вручения премии «Оскар» лента получила премию в категории «Лучший анимационный полнометражный фильм».

## Сюжет
Мультфильм начинается с того, что Абуэла Мадригаль рассказывает своей маленькой внучке Мирабель о том, как её семье пришлось бежать из родных мест. При этом её муж, Педро, погиб, но Альме и их детям-тройняшкам Бруно, Пепе и Джульетте было даровано магическое убежище — Касита, дом, обладающий собственным сознанием и отгороженный от остального мира крутыми горами. Более того, подросшие тройняшки, а затем и их дети по достижении пятилетнего возраста получают магические дары — все, кроме Мирабель, младшей дочери Джульетты.
С момента создания Каситы проходит пятьдесят лет, и в горном убежище за это время уже образовался целый городок Энканто, существующий в значительной степени благодаря магическим дарам семьи Мадригаль.
Казалось бы, всё идёт своим чередом: старшая сестра Мирабель Исабела собирается замуж за местного красавца Мариано Гузмана, а церемония получения дара их младшего кузена Антонио проходит успешно, но во время вечеринки в честь последнего Мирабель неожиданно замечает в стенах Каситы трещины, которые, впрочем, чуть позже исчезают, и решает разобраться, в чём дело.
После разговора со своей средней сестрой Луизой, (которая во время вечеринки почувствовала, что её колоссальная сила на несколько мгновений пропала) Мирабель отправляется в башню исчезнувшего десять лет назад Бруно, обладавшего даром видеть будущее. В результате она находит его последнее видение в виде разбитой стеклянной картины, изображающей её саму на фоне трескающейся Каситы, и в это же время Луиза снова чувствует, что обессиливает. Мало того, их кузина Долорес случайно узнаёт о том, что Мирабель нашла видение Бруно, и, не выдержав, рассказывает всей семье об этом во время помолвки Исабелы и Мариано, что приводит к погрому. В суматохе Мирабель обнаруживает проход за одной из картин и выясняет, что Бруно никуда не пропадал — всё это время он прятался в стенах дома.
Бруно рассказывает, что после церемонии получения дара Мирабель (закончившейся тем, что магическая дверь, после прикосновения к ручке которой она должна была получить дар, исчезла) Абуэла попросила его посмотреть будущее, и он, увидев Мирабель на фоне трескающейся Каситы, в отчаянии разбил картину-видение и скрылся, чтобы защитить племянницу. Мирабель убеждает его снова посмотреть в будущее; Бруно нехотя соглашается, и оба вначале видят то же самое, что и на картине, но затем проявляется образ Мирабель, кого-то обнимающей. Мирабель считает, что это Исабела, и решает извиниться перед сестрой, тем самым спровоцировав её на признание: на самом деле та не хотела выходить замуж за Мариано, а просто покорялась воле семьи. В результате сёстры мирятся, но Абуэла, увидев, что Исабела больше не хочет быть «идеальной», обвиняет Мирабель в том, что она «плохо влияет на семью», и та наконец срывается, заявив, что это сама Абуэла ожидает от всех слишком многого и именно она виновата в том, что магия гибнет.
Ссора приводит к тому, что Касита снова начинает трескаться и на этот раз разрушается до основания, лишив всех Мадригалей магии, несмотря на все усилия Мирабель спасти магическую свечу («сердце» Каситы). Мучимая чувством вины, она убегает из Энканто через появившуюся в одной из окружающих городок гор трещину. Спустя какое-то время, Абуэла находит внучку на берегу реки — именно там, где когда-то был убит Педро — и раскаивается, признавая, что она действительно так стремилась сохранить магию, что забыла о тех, кому та была дарована. Мирабель же начинает понимать свою бабушку и мирится с ней. Подоспевший Бруно пытается объяснить, что произошло, и берёт вину на себя, но мать с радостью воссоединяется с ним, перестав в чём-либо обвинять.
Мадригали возвращаются к руинам Каситы и вместе с жителями городка восстанавливают её. В конце семья делает для Мирабель дверную ручку с её инициалом (на ручке каждой волшебной двери изображён инициал владельца комнаты), и когда та устанавливает её на входную дверь, магия возвращается: Касита снова оживает, а Мадригали получают свои дары. В финале семья позирует для фотографии, но на сей раз Бруно и Мирабель тоже на ней присутствуют.

## Персонажи
- Мирабель Мадригаль (исп. Mirabel) — главная героиня фильма и единственная из потомков семьи Мадригаль, кто не получил магического дара. Оптимистичная, импульсивная, решительная и очень понимающая. Её тяготит её «обычность», но она старается никому этого не показывать. Первая главная героиня, носящая очки, в мультфильмах Disney. Согласно твиттеру режиссёра фильма Джареда Буша, исходно для персонажа намечалось имя «Мариана» (Mariana)[6].
- Бруно Мадригаль (исп. Bruno) — родной дядя Мирабель, один из тройняшек Абуэлы и Педро, способен видеть будущее. Когда-то предсказал разрушение дома семьи Мадригаль, после чего исчез (на самом деле он прятался в стенах дома), и разговоры о нём в семье стали табу. В конце фильма Бруно возвращается в семью. Его комната представляет собой гигантскую пещеру, заполненную песком. Изначально для него планировалось имя «Оскар» (Oscar), но было изменено для консонанса в песне «Не упоминай Бруно» (англ. We Don't Talk About Bruno).
- Альма Мадригаль (исп. Abuela Alma) — бабушка Мирабель и матриарх семьи Мадригаль. В молодости была вынуждена бежать из родных мест вместе со своим мужем Педро и маленькими тройняшками Бруно, Пепой и Джульеттой. После гибели Педро ей «было даровано чудо» — её венчальная свеча стала волшебной и создала Каситу, поэтому Абуэла всеми силами старается сохранить магию. Но когда поняла, что из-за этого стала относится к семье строго, она извиняется перед всеми.
- Исабела Мадригаль (ориг. исп. Isabela) — старшая сестра Мирабель и старшая внучка Абуэлы (согласно твиттеру Джареда Буша, ей 21 год и исходно персонажа планировалось назвать «Инес»[6]), способная создавать различные виды растений (в основном цветов). Вначале Мирабель не очень хорошо с ней ладит, но после того, как Исабела раскрывает, как её тяготит имидж «леди Совершенство», сёстры примиряются и Мирабель помогает сестре полностью раскрыть ее дар. Её комната представляет собой огромный цветущий сад.
- Луиза Мадригаль (ориг. исп. Luisa, Луиза) — средняя сестра Мирабель (согласно твиттеру Джареда Буша, ей 19 лет, а на начальных стадиях производства она носила имя «Лидия» (Lydia)[6]), обладающая ростом свыше двух метров и невероятной силой. Производит впечатление непоколебимой скалы, но на самом деле чувствует повышенную ответственность за происходящее, берёт на себя больше, чем может выдержать, и совершенно не умеет расслабляться.
- Джульетта Мадригаль (в оригинале исп. Julieta, произн. Хульета) — мама Мирабель, 50 лет от роду, одна из тройняшек Абуэлы и Педро, способна исцелять других при помощи еды. Добрая и заботливая женщина, очень любит всех членов своей семьи.
- Агустин Мадригаль (исп. Agustín) — неуклюжий и невезучий, но умный, заботливый и самоотверженный папа Мирабель. Магического дара не имеет, так как не является урождённым членом семьи Мадригаль. Первым обнаружил найденное Мирабель предсказание. Согласно твиттеру Джареда Буша, несколько младше жены[6].
- Пепа Мадригаль (исп. Pepa) — одна из тройняшек Абуэлы и Педро, истеричная и вспыльчивая тётя Мирабель, от настроения которой зависит погода в городке, поэтому она старается оставаться спокойной и весёлой, но это не всегда получается.
- Феликс Мадригаль (исп. Félix) — муж Пепы, дядя Мирабель. Как и Агустин, не имеет магического дара. Единственный, кто способен быстро успокоить Пепу, когда у той случаются перепады настроения. Несколько старше жены.
- Долорес Мадригаль (исп. Dolores) — двоюродная сестра Мирабель, несколькими месяцами младше Исабелы, обладающая суперслухом. Молчалива и скромна, себе на уме, тайно влюблена в Мариано.
- Камило Мадригаль (исп. Camilo) — двоюродный брат Мирабель, на несколько месяцев старше своей кузины, способный менять облик. Типичный трикстер, без ума от розыгрышей (особенно любит дразнить Исабелу). Исходно персонажа планировали назвать «Карлос»[6].
- Антонио Мадригаль (исп. Antonio) — двоюродный брат Мирабель, самый младший в семье. В начале фильма ему исполняется пять лет, и он получает свой дар — общение с животными. Его комната — тропический лес.
- Мариано Гузман (исп. Mariano) — красивый, уравновешенный и интеллигентный жених Исабелы. После того, как церемония помолвки пошла прахом из-за Мирабель, выясняется, что на самом деле Исабела не хотела выходить за него замуж («Я согласилась на это ради семьи»), и сёстры устраивают его знакомство с Долорес.
- Касита (исп. Casita, от исп. casa) — дом семьи Мадригаль, созданный с помощью магии; его «сердце» — никогда не угасающая свеча. Является живым существом, хоть и не умеющим говорить, но способным общаться с членами семьи и помогать им различными способами. Каждый раз, когда новый член семьи получает магический дар, создаёт для него новую комнату, которая внутри намного больше, чем снаружи. В конце мультфильма Касита разрушается, но семья восстанавливает её.

## Роли озвучивали
| Актёр                                                                                             | Роль               |
| ------------------------------------------------------------------------------------------------- | ------------------ |
| Стефани Беатрис                                                                                   | Мирабель           |
| Джон Легуизамо                                                                                    | Бруно              |
| Мария Сесилия Ботеро (речь) Ольга Мередис (вокал)                                                 | Абуэла Альма       |
| Дайан Герреро                                                                                     | Исабела            |
| Джессика Дэрроу                                                                                   | Луиза              |
| Энджи Сепеда                                                                                      | Джульетта          |
| Уилмер Вальдеррама                                                                                | Агустин            |
| Каролина Гайтан                                                                                   | Пепа               |
| Мауро Кастильо                                                                                    | Феликс             |
| Адасса                                                                                            | Долорес            |
| Рензи Фелиз                                                                                       | Камило             |
| Рави Кабот-Коньерс                                                                                | Антонио            |
| Малума                                                                                            | Мариано            |
| Роуз Портильо                                                                                     | Сеньора Гузман     |
| Ноэми Хосефина Флорес                                                                             | Маленькая Мирабель |
| Хуан Кастано                                                                                      | Освальдо           |
| Сара-Николь Роблз                                                                                 | Сеньора Озма       |
| Эктор Элиас                                                                                       | Старый Артуро      |
| Алан Тьюдик                                                                                       | Тукан              |
| Ноэми Хосефина Флорес Alyssa Bella Candiani Пэйсли Херрера Brooklyn Skylar Rodriguez Ezra Rudulph | Городские дети     |

## Производство

### Разработка
Во время рекламного тура в ноябре 2016 года мультфильма «Моана», Миранда рассказал, что началась работа над анимационным проектом, который Джон Лассетер, тогдашний креативный директор Disney Animation, представил ему и Ховарду. Ховард и Буш впоследствии рассказали, что после окончания производств «Зверополиса» они знали, что хотят, чтобы их следующим проектом был мюзикл—который превратился в латиноамериканский мюзикл после того, как Миранда присоединился к проекту. Ховард и Буш уже работали над бадди-муви, «где два персонажа выходят в мир и узнают друг о друге» и хотели попробовать что-то «совершенно другое». Трое мужчин обсудили свой общий опыт наличия большой расширенных семей и решили снять мюзикл о большой расширенной семье с дюжиной главных героев.
В течение пяти лет, которые потребовались для разработки фильма, «истинный север» Ховарда и Буша был темой перспективы, «о том, как вы видите других людей в своей семье и как видят вас». Они начали с мозгового штурма идей на белой доске. На раннем этапе они сделали «три важных открытия» о семьях, которые стали основой сюжета фильма: «1) «большинство» из нас не чувствуют себя по-настоящему замеченными нашими семьями, 2) «большинство» из нас несут бремя, которое мы никогда не позволяем видеть нашим семьям, и 3) «большинство» из нас забывают, что почти «все мы», особенно в наших семьях, чувствуем то же самое»:8. В свою очередь, именно Миранда предположил, что «яркий, широкий спектр» латиноамериканской музыки может «лучше всего отразить» сложность семейных отношений:8.
В начале разработки производственная команда поговорила со многими терапевтами и психологами. Всех спрашивали, с кем лучше всего будут обращаться родители в семье из четырёх человек; ответы отличались. Буш пришел к выводу: «Это о том, как вы воспринимаете себя в семье». Команда также проконсультировалась с членами семьи и людьми Disney Animation.
Ховард и Буш начали подробно обсуждать латиноамериканскую культуру с Хуаном Рендоном и Натали Осмой, которые ранее работали с ними над документальным фильмом Imagining Zootopia. Рендон и Осма родились в Колумбии и неоднократно опирались на свой опыт с колумбийской культурой в своих обсуждениях, что заставило Ховарда, Буша и Миранду сосредоточить свои исследования на этой стране. Рендон и Осма стали первыми двумя из нескольких культурных экспертов, нанятых Disney Animation в качестве консультантов по мультфильму, которые коллективно сформировал то, что Disney назвала «Колумбийским культурным фондом»..
В 2018 году Рендон и Осма сопровождали Ховарда, Буша и Миранду в исследовательской поездке в Колумбию. Во время их двух недель они встретились с архитекторами, шеф-поварами и ремесленниками, чтобы погрузиться в культуру страны. Они также посетили фонд Габриэля Гарсии Маркеса. Они посетили большие города, такие как Богота и Картахена, но они нашли вдохновение в небольших городах, таких как Саленто (местность) и Баричара (архитектура). Буш заметил, что «каждый город, в который мы ездили, имел очень специфическую личность», из-за того, как горная местность страны разделяет и изолирует их.
Согласно публикации фан-клуба Disney Disney twenty-three, эта изоляция стала ключом к размещению дома Мадригалей в «отдаленном «энканто», то есть месте, которое «зачаровано» или духовно благословлено, область, где магия и реальность сливаются». Как объяснила колумбийская туристическая гид Алехандра Эспиноса Урибе, колумбийцы окружены «священными землями, которые кажутся волшебными, и мы сосуществуем с ними, не ставя под сомнение их существование»:30.
В Баричаре они подружились с Эспиносой Урибе, которая показала им город, а затем наняли её для консультации по исторической и культурной подлинности мультфильма. Урибе была вдохновением для нескольких аспектов главной героини фильма Мирабель, включая её вьющиеся чёрные волосы, большие очки и жесты. Дизайн юбки Мирабель был вдохновлён традиционными юбками, сплетенными в районе Велес.
Окончательная версия мультфильма намеренно расплывчата в том, когда происходит её действие, но вдохновлена Колумбией начала XX века. После изучения 1950-х годов режиссёры решили перенести действие мультфильма на начало 1900-х годов и использовать «фольклорную колумбийскую эстетику»:22. В начале XX века страна перетерпела Тысячедневную войну, в результате которой население целых деревень бежало, чтобы спасти себя, как показано в фильме.

### Сценарий
По мере того, как фильм неуклонно становился всё более сложным, с целой семьей для развития, множеством песен и богатой культурной обстановкой с глубокой традицией магического реализма, Ховард и Буш поняли, что им нужен второй сценарист, чтобы помочь написать сценарий. Они выбрали Чариз Кастро Смит за её сильный опыт в магическом реализме и опыт работы с «реальной семейной динамикой». Буш описал её как «находку», так как она обеспечила «основу сердца, уязвимости и подлинности». Кастро Смит стремилась создать отчётливого, несовершенного и полностью человеческого персонажа из Мирабель, которая говорил о жизни многих латиноамериканок, а также была бы при этом относима к зрителям по всему миру.
Работая над «Моаной», Миранда знал, что у главной героини мультфильма, Моаны, изначально было восемь братьев, прежде чем они были удалены, чтобы упорядочить сюжет фильма. Как и ожидал Миранда от этого опыта, Disney Animation изначально сопротивлялась продвижению производства с дюжиной главных героев для «Энканто». Миранда намеренно написал вступительный номер мультфильма «The Family Madrigal», чтобы доказать Disney Animation, что можно было эффективно представить зрителям такую большую семью и её внутреннюю динамику. Из-за 90-минутной продолжительности фильма создатели изо всех сил пытались заставить центральную семью чувствовать себя подлинной, проработанной и человечной, и дать им дуги.
Съёмочная группа усердно работала над разработкой фильма на основе мгновенно идентифицируемых семейных архетипов. Команда сосредоточилась на том, чтобы пройти мимо архетипов и показать, что члены семьи сложнее, чем «маски», наложенные на них. Каждый член семьи Мадригалей вдохновлён общим семейным архетипом, если он был преувеличен и сделан волшебным; например, Исабелла и Луиза основаны на золотом ребёнке и скале соответственно. Буш объяснил, что этот метод не позволял каждому дару чувствовать себя произвольным, вместо этого его предписывали эмоции и личность:26.
Как и большинство мультфильмов Disney, «Энканто» прошёл через «много различных версий» в своей разработке, поскольку различные сюжетные идеи были исследованы и отвергнуты:17. Идеи, отвергнутые на этом пути:
- современная девушка переносится волшебной дверной ручкой в другой мир[16]:17;
- Агустин был патриархом семьи, который открыл Энканто и лично построил там Каситу[16]:17;
- действие фильма происходит в 1950-х годах с космополитической и современной модой[16]:22, также были транспорт и поездка в большой город, откуда родом Альма[16]:146;
- Касита была продолжением только личности Альмы, а не всей семьи[16]:41;
- история нескольких поколений и Каситы в течение 100 лет[16]:49;
- Мирабель отчаянно пыталась найти свой волшебный дар, вместо того, чтобы просто выразить разочарование из-за того, что ей его не дали[16]:71;
- цвета мира Мирабель, увиденные с её точки зрения, отражали бы её эмоциональное состояние, когда она рассказала первые два акта, а затем переключилась на более реалистичные цвета, когда фильм перешёл на точку зрения Альмы в третьем акте[16]:76;
- комната Луизы была бы сделана из камня и выглядела бы «скучной», чтобы отразить её чувство ответственности, но скрывала бы «секретный выход» в скрытую комнату, похожую на «тематический парк», где она могла бы повеселиться[16]:94;
- в какой-то момент у Исабелы был «глупый» жених по имени Бубо, который приехал из большого города[16]:153.

После выхода фильма Буш раскрыл через Twitter ещё несколько идей, которые были обсуждены и отложены: Альма родила тройняшек на реке в момент смерти Педро; взаимная враждебность Исабелы и Мирабель завершилась кульминацией в кулачной драке; и Мирабель отпраздновала свою кинсеаньеру. По словам Ховарда, по мере того, как сюжет развивался в течение нескольких лет, «ядром всего фильма» всегда были отношения между Мирабель и Альмой:116.

## Саундтрек
В июне 2020 года Миранда приступил к написанию саундтрека к фильму, в которую войдут восемь оригинальных песен на испанском и на английском языках. 8 сентября 2021 года соавтор песен «Тайны Коко», Джермейн Франко, начала писать музыку к фильму. Саундтрек к фильму был выпущен 19 ноября 2021 года.
Вся музыка написана Джермейн Франко, а все песни написаны Лин-Мануэлем Мирандой.
| №                   | Название                                                  | Исполнитель(и)                                                                       | Длительность |
| ------------------- | --------------------------------------------------------- | ------------------------------------------------------------------------------------ | ------------ |
| 1.                  | «The Family Madrigal»                                     | Стефани Беатрис, Ольга Мередис                                                       | 4:17         |
| 2.                  | «Waiting On A Miracle»                                    | Стефани Беатрис                                                                      | 2:41         |
| 3.                  | «Surface Pressure»                                        | Джессика Дарроу                                                                      | 3:22         |
| 4.                  | «We Don't Talk About Bruno»                               | Каролина Гайтан, Мауро Кастильо, Адасса, Рензи Фелиз, Дайан Герреро, Стефани Беатрис | 3:36         |
| 5.                  | «What Else Can I Do?»                                     | Дайан Герреро, Стефани Беатрис                                                       | 2:59         |
| 6.                  | «Dos Oruguitas»                                           | Себастьян Ятра                                                                       | 3:34         |
| 7.                  | «All Of You»                                              | Стефани Беатрис, Ольга Мередис, Джон Легуизамо, Адасса, Малума                       | 4:38         |
| 8.                  | «Colombia, Mi Encanto»                                    | Карлос Вивес                                                                         | 2:55         |
| 9.                  | «Two Oruguitas»                                           | Себастьян Ятра                                                                       | 3:34         |
| 10.                 | «¡Hola Casita!»                                           |                                                                                      | 0:46         |
| 11.                 | «Abre Los Ojos»                                           |                                                                                      | 3:16         |
| 12.                 | «Meet La Familia»                                         |                                                                                      | 2:08         |
| 13.                 | «I Need You»                                              |                                                                                      | 2:27         |
| 14.                 | «Antonio’s Voice»                                         |                                                                                      | 2:14         |
| 15.                 | «El Baile Madrigal»                                       |                                                                                      | 2:50         |
| 16.                 | «The Cracks Emerge»                                       |                                                                                      | 1:22         |
| 17.                 | «Tenacious Mirabel»                                       |                                                                                      | 1:35         |
| 18.                 | «Breakfast Questions»                                     |                                                                                      | 1:25         |
| 19.                 | «Bruno’s Tower»                                           |                                                                                      | 0:52         |
| 20.                 | «Mirabel’s Discovery»                                     |                                                                                      | 2:56         |
| 21.                 | «The Dysfunctional Tango»                                 |                                                                                      | 2:42         |
| 22.                 | «Chasing The Past»                                        |                                                                                      | 2:26         |
| 23.                 | «Family Allies»                                           |                                                                                      | 1:15         |
| 24.                 | «The Ultimate Vision»                                     |                                                                                      | 2:10         |
| 25.                 | «Isabela La Perfecta»                                     |                                                                                      | 1:20         |
| 26.                 | «Las Hermanas Pelean»                                     |                                                                                      | 1:17         |
| 27.                 | «The House Knows»                                         |                                                                                      | 1:28         |
| 28.                 | «La Candela»                                              |                                                                                      | 3:20         |
| 29.                 | «El Río»                                                  |                                                                                      | 1:27         |
| 30.                 | «It Was Me»                                               |                                                                                      | 1:20         |
| 31.                 | «El Camino De Mirabel»                                    |                                                                                      | 2:09         |
| 32.                 | «Mirabel’s Cumbia»                                        |                                                                                      | 2:48         |
| 33.                 | «The Rat’s Lair»                                          |                                                                                      | 1:21         |
| 34.                 | «Tío Bruno»                                               |                                                                                      | 2:23         |
| 35.                 | «Impresiones Del Encanto»                                 |                                                                                      | 2:29         |
| 36.                 | «La Cumbia De Mirabel" (featuring Christian Camilo Peña)» |                                                                                      | 2:46         |
| 37.                 | «The Family Madrigal (Instrumental)»                      |                                                                                      | 4:17         |
| 38.                 | «Waiting On A Miracle (Instrumental)»                     |                                                                                      | 2:41         |
| 39.                 | «Surface Pressure (Instrumental)»                         |                                                                                      | 3:22         |
| 40.                 | «We Don't Talk About Bruno (Instrumental)»                |                                                                                      | 3:35         |
| 41.                 | «What Else Can I Do? (Instrumental)»                      |                                                                                      | 2:59         |
| 42.                 | «Dos Oruguitas (Instrumental)»                            |                                                                                      | 3:34         |
| 43.                 | «All Of You (Instrumental)»                               |                                                                                      | 4:53         |
| 44.                 | «Colombia, Mi Encanto (Instrumental)»                     |                                                                                      | 2:54         |
| Общая длительность: | Общая длительность:                                       | Общая длительность:                                                                  | 1:54:41      |

## Выпуск
«Энканто» провёл предварительный показ в голливудском кинодворце Эль-Капитан в Лос Анджелесе 3 ноября 2021 года, и был выпущен в кинотеатрах в США 24 ноября 2021 года, в форматах RealD 3D и Dolby 3D. В связи с пандемией коронавируса фильм будет иметь эксклюзивный 30-дневный театральный показ. «Энканто» вышел на Disney+ 24 декабря 2021 года. К фильму также был снят короткометражный фильм «Far From the Tree» (с англ. — «Вдали от дерева»).

## Маркетинг
Анонс фильма состоялся 10 ноября 2020 года.
Трейлер отсылает к творчеству Габриэля Гарсиа Маркеса.

## Критика и сборы

### Кассовые сборы
В США фильм был выпущен вместе с «Домом Gucci» и «Обителью зла: Раккун-Сити», по прогнозам, сборы от продаж в 3700 кинотеатрах в первые выходные составят 35-40 миллионов долларов. Фильм собрал 1,5 миллиона долларов на предварительных просмотрах.

### Критика
На агрегаторе медиакритики Rotten Tomatoes, фильм имеет рейтинг одобрения 90 % и статус «certified fresh» на основе 184 обзоров на начало февраля 2022 года. Критический консенсус сайта гласит: «Обстановка и культурная перспектива „Энканто“ являются новыми для Disney, но конечный результат тот же — очаровательное, красиво анимированное развлечение для всей семьи». На Metacritic фильм получил среднюю оценку 76 баллов из 100 на основе 40 критических отзывов к той же дате, что указывает на в целом положительные отзывы.